# Albanezii din România

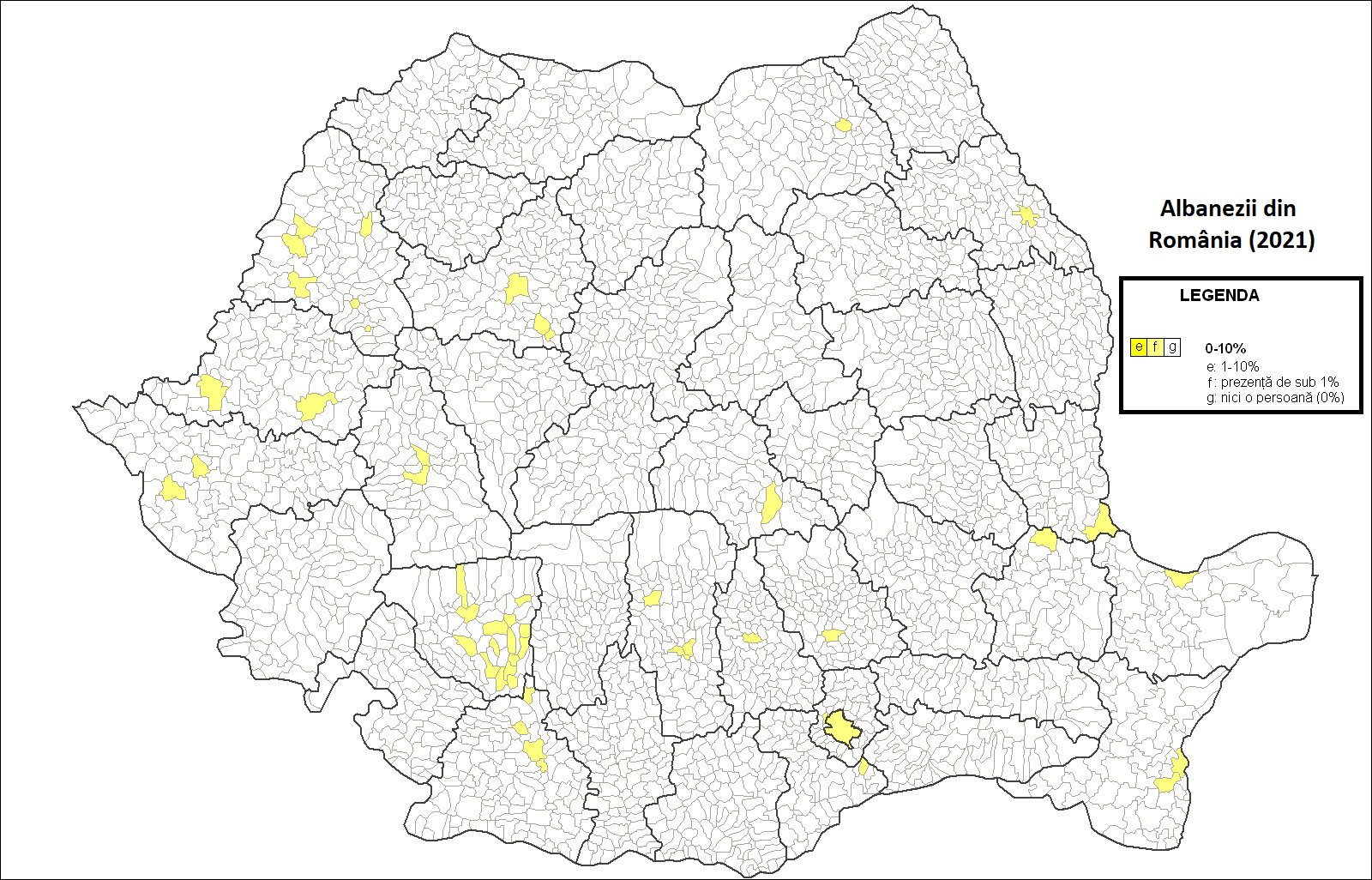
Albanezii din România din 2021

Albanezii din România sunt membrii unei minorități etnice, care numără aproximativ 520 de persoane, în conformitate cu rezultatele recensământului din 2002. Numărul lor real este însă estimat la aproximativ 10.000 de persoane, cei mai mulți declarându-se actualmente drept „români”. 
Aproximativ jumătate dintre ei locuiesc în București, iar restul se află în centre urbane mari precum Craiova (unde se află și sediul Asociației Liga Albanezilor din România), Timișoara, Iași, Constanța și Cluj-Napoca. Cei mai mulți dintre ei sunt creștini ortodocși, strămoșii lor refugiindu-se din regiunea Korçë (sudul Albaniei) în perioada otomană în decursul mai multor secole. Există însă și mulți albanezi musulmani (în Dobrogea, comunitatea albaneză musulmană datează încă din perioada otomană, pe când celelalte comunități albaneze musulmane s-au format în perioada interbelică, emigrând din motive economice din Iugoslavia), numărul lor fiind estimat la aproximativ 3.000 persoane.
Fiind o minoritate recunoscută oficial, albanezii au un reprezentant în Camera Deputaților. Acest deputat este desemnat de Liga Albanezilor din România.

## Istoric

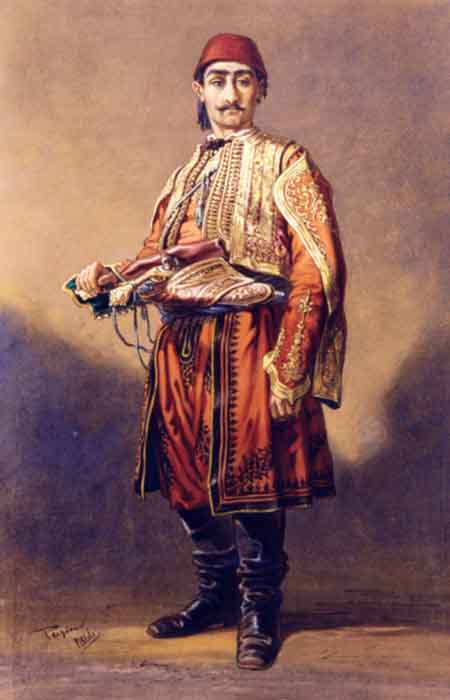
Albanez din Valahia. Acuarelă de Amadeo Preziosi (cca. 1866)

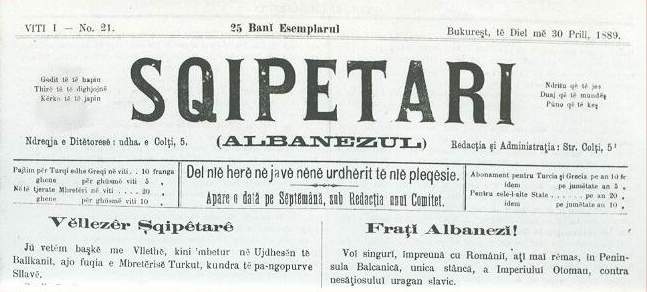
Revista „Albanezul”, emisă de comunitatea albaneză din România. Exemplar din 1889

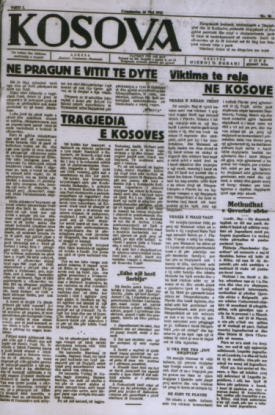
Revista Kosova, emisă în 1932 de comunitatea albaneză din Constanța

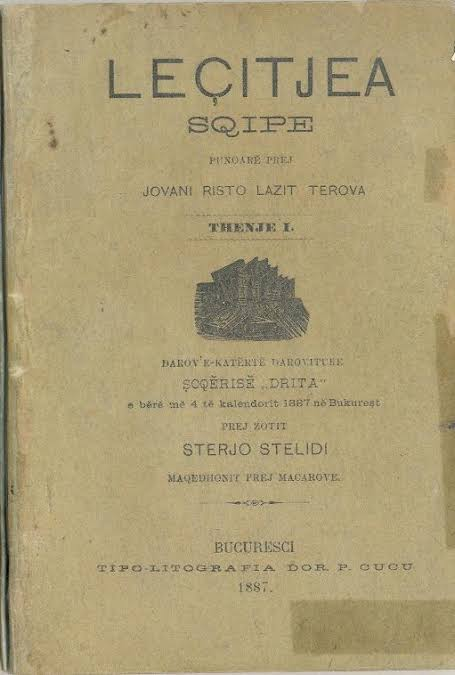
Manual școlar albanez tipărit la București în anul 1887

Comunitatea albaneză din Țările Române a fost atestată pentru prima oară în Valahia în timpul domnitorului Mihai Viteazul: într-un raport al autorităților habsburgice din Transilvania se specifica faptul că peste 15.000 de albanezi au primit dreptul să se așeze în Muntenia. Satul Călinești din fostul județ Saac (azi județul Prahova) a fost una dintre așezările în care au fost colonizați, după cum este evidențiat într-un document emis de rivalul lui Mihai Viteazul, Simion Movilă, care confirma dreptul lor de a locui în continuare în localitate. O comunitate albaneză în București este atestată pentru prima oară în 1628. 
În Moldova, albanezul Vasile Lupu a devenit domnitor în 1634.
Comunitatea albaneză a crescut numeric și a căpătat o mai mare importanță în epoca fanariotă, când un mare număr de emigranți albanezi și-au deschis afaceri în multe târguri și sate, sau erau angajați în garda domnilor și boierilor munteni, fiind cunoscuți ca arbănași, arvaniți sau arnăuți (din limba turcă: arnavut). 
Mișcarea naționalistă albaneză din Imperiul Otoman Rilindja Kombëtare s-a manifestat activ în Muntenia, care a devenit un centru al inițiativelor culturale ale unor intelectuali precum Dora d'Istria, Naim Frashëri, Jani Vreto și Naum Veqilharxhi (autorul primului abecedar albanez, tipărit la București în 1844). Aleksander Stavre Drenova a conceput versurile imnului național albanez Hymni i Flamurit pe vremea când locuia în București. Melodia imnului național albanez este cea a cântecului patriotic românesc Pe-al nostru steag e scris Unire compus de Ciprian Porumbescu.
Comunitatea albaneză a suferit în timpul regimului comunist când, începând cu 1953, asociațiile sale culturale au fost închise. Drepturile pierdute au fost recâștigate după Revoluția română din 1989, însă numărul celor care se declară albanezi în zilele noastre a scăzut dramatic față de anul 1920.
Între anii 1856-1878 și în perioada interbelică trăia o comunitate albaneză și în județul Ismail din sudul Basarabiei unde au fost înregistrați la recensământul din 1930 1.776 albanezi (0.8% din populația județului). Cei mai mulți trăiau în plasa Bolgrad, în localitatea Caracurt (azi Jovteneve, Ucraina): 1.754 albanezi, alcătuind 62,4% din populație.

## Albanezi din România și români cu origini albaneze

### Prim miniștri
- Victor Ponta[4] (mai 2012 - noiembrie 2015)
- Dimitrie Ghica[5] (între 1868 și 1870)
- Ion Antonescu[6][7] (în timpul celui de-al Doilea Război Mondial)
- Ion Ghica (8 martie 1859- 27 aprilie 1859, 11 octombrie 1859 - 28 mai 1860, 11 februarie 1866 - 10 mai 1866, 15 iulie 1866 - 21 februarie 1867, 18 decembrie 1870 - 11 martie 1871)

### Domnitori ai Valahiei
- Gheorghe Ghica - întemeietorul familiei Ghica, a domnit în Valahia între 1659 și 1660.[5]
- Grigore I Ghica - domnitor între septembrie 1660 și decembrie 1664 și din nou între martie 1672 și noiembrie 1673.[5]
- Grigore al II-lea Ghica - a domnit între 1733 și 1735 și din nou între 1748 și 1752.[5]
- Matei Ghica - domn al Valahiei între 1752 și 1753.[5]
- Scarlat Ghica - între 1758 - 1761 și între 1765 - 1766.[5]
- Alexandru Scarlat Ghica - a domnit între 1766 și 1768.[5]
- Grigore al III-lea Ghica - a domnit între 1768 și 1769.[5]
- Grigore al IV-lea Ghica - domnitor între 1822 și 1828.[5]
- Alexandru Dimitrie Ghica - a domnit între 1834 - 1842 și între 1856 - 1858.[5]

### Domnitori ai Moldovei
- Vasile Lupu - domn între 1634 și 1653.[8]
- Scarlat Callimachi - domn în anul 1806 și între anii 1807 - 1810 și între 1812 - 1819.[9]

### Oameni politici
- Dinastia Ghica
- Bonifaciu Florescu - publicist, traducător, criticul literar al lui Nicolae Bălcescu.[10]
- Dimitrie Ghica-Comănești - jurist, doctor în drept, explorator, politician, aventurier.[5]
- Pantazi Ghica - scriitor, critic literar, dramaturg, politician, avocat.[11]
- Albert Ghica - scriitor, socialist. [12][13]
- Alexandrina Cantacuzino - feministă, filantroapă, diplomată.[14]
- Vladimir Ghika - prinț, diplomat, scriitor, om de caritate, preot
- Ioan Grigore Ghica - politician, diplomat.
- Nikolla Nacio - liderul comunității albanezilor din România[când?]
- Naum Veqilharxhi - iluminist
- Nik Pemma - scriitor și diplomat

### Matematicieni
- Alexandru Ghika - matematician, profesor universitar, întemeietorul școlii românești de analiză funcțională.[15]

### Militari
- Matila Ghyka - ofițer de marină, diplomat, estetician, scriitor, matematician, inginer, istoric.[16][17]

### Artiști
- Kristaq Antoniu (Cristache Antoniu) - actor româno-albanez[18]
- Victor Eftimiu - scriitor român, fost director al Teatrului Național din București[19][20]
- Aleksander Stavre Drenova - poet albanez, autorul imnului național al Albaniei (pseudonim literar: Asdreni)[21]
- Despina Ghinokastra - graficiană
- Antonia Iacobescu

### Scriitori, jurnaliști și alte persoane faimoase
- Nikolla Naço - patriot albanez
- Nicolae Cocea - avocat, scriitor, jurnalist, publicist, politician[22]
- Victor Eftimiu (n. 24 ianuarie 1889 – d. 27 noiembrie 1972) - prozator, poet, dramaturg (academician)
- Dora d'Istria - scriitoare, istoric, feministă
- Cezar Ivănescu (n. 6 august 1941 – d. 24 aprilie 2008) – poet, eseist, dramaturg român de origine albaneză (după mamă)
- Jani Vreto - om de cultură
- Naim Frasheri - poet
- Lasgush Poradeci - poet
- Mitrush Kuteli - scriitor, economist, traducător
- Nicolae Rafael - cântăreț
- Alexandru Tocilescu - regizor
- Dumitru Mihăilescu-Toscani - muzician
- Chiril Economu - actor
- Nicola Djamo-profesor universitar, istoric
- Lucia Djamo-Diaconiță - slavistă
- Vlad Zografi - dramaturg, fizician
- Alex Tocilescu - scriitor, jurnalist și muzician român
- Luan Topciu (n. 1962) - scriitor, traducător și critic literar

## Revista „Albanica”
Revista „Albanica” este o publicație trimestrială, științifică și de cultură a Asociației „Liga Albanezilor din România”. Publică texte ale literaturii albaneze și române, studii de istorie, geopolitică, lingvistică, spiritualitate, arte și alte domenii ale albanologiei și al raporturilor româno-albaneze. Revista continuă un proiect cultural început de dr. Anton B.I. Balotă în 1936. Seria nouă a fost lansată la începutul anului 2019.